# Димитър Аргиров (политик)
Димитър Аргиров Костов или Иванов е български политик от БЗНС.

## Биография
Роден е на 30 април 1909 г. в пловдивското село Бяла река. Член е на БЗНС от 1927 г. За дейността си против властите лежи в затвора. През 1938 г. е интерниран в с. Звенарци, а след това в Несебър. През Втората световна война помага на партизанското движение, ятак на партизаните от Първомайски и накрая става партизанин – командир на 2 чета в партизанска бригада „Васил Коларов“ (от 1944). От 9 септември 1944 г. е член на Околийския комитет на ОФ и на Околийското ръководство на БЗНС в Първомай. След разцепването на БЗНС минава в опозиция на про-комунистическото крило. През 1947 г. е изпратен в ТВО. Същата година е изправен пред съда и дава показания срещу Димитър Гичев. Известно време е бригадир в АПК „Първи май“ в Първомай. Член е на Окръжното ръководство на БЗНС. Член на Управителния съвет на БЗНС. Написва мемоарна книга „По пътя на живота ми“. С указ № 1295 от 29 април 1984 г. е обявен за Герой на социалистическия труд, носител на Орден на труда – сребърен и златен, орден „Червено знаме на труда“.